# شیاطین (فیلم ۱۹۷۱)
شیاطین (انگلیسی: The Devils) یک فیلم درام تاریخی به کارگردانی کن راسل محصول سال ۱۹۷۱ است. بخش‌هایی از فیلم اقتباس از کتاب شیاطین لودون آلدوس هاکسلی است و نیز از نمایشنامهٔ شیاطین جان وایتینگ که خود برگرفته از رمان هاکسلی است. فیلم به ظهور و سقوط اوربن گراندیه کشیش کاتولیک می‌پردازد که در نهایت به اتهام افسونگری سوزانده می‌شود.
شیاطین فیلمی جنجالی بود که به دلیل مضمون مذهبی و نمایش صحنه‌های جنسی و خشونت بی‌پرده، درجهٔ ایکس گرفت و در اغلب کشورها توقیف یا سانسور شد.

## بازیگران
- الیور رید
- ونسا ردگریو
- جما جونز
- مایکل گاتارد
- مورای ملوین
- کنت کولی